# 蔣琬 (明朝)
蔣琬（？—1487年），京師揚州府江都縣（今江蘇省揚州市）人，明朝軍事將領、定西侯。
因其父蒋义有病，蔣琬直接繼承其祖父蔣貴的侯爵。天順年末，佩平羌將軍印，總兵甘肅，築甘州沙河諸屯堡。成化八年，召還，協守南京，兼督操江。兩年后，入督十二團營，后兼總管神機營兵。成化十三年，帥京軍防秋大同、宣府。成化二十年，佩將軍印，出禦邊寇。寇退班師，累加太保兼太子太傅。死後，贈涼國公，謚敏毅。
其子蔣驥繼承爵位。